# بازی‌های محلی ایران
تنوع فرهنگی در شهرهای ایران سبب پیدایش بازی‌های محلی متفاوتی شده است. برخی از این بازی‌ها، در شهرهای مختلفی وجود دارند و برخی دیگر، تنها مختص به یک ناحیه هستند. پیشینه این سرگرمی‌های بومی به عقاید فرهنگی، مذهبی یا ملی می‌رسد. بازی‌های بومی و محلی بسته به نوع آن‌ها به دو دسته، فضای بسته و فضای باز تقسیم می‌شوند.

## نمونه بازی‌ها
در زیر چند نمونه از بازی‌های محلی ایران آمده است:

#### بازی تخم‌مرغ گندیده
تخم‌مرغ گندیده از بازی‌های محلی و سرگرمی‌های مهیج بومی با حداقل تعداد نفرات ۶ نفر به بالا است که سرعت عمل زیرکانه‌ای را می‌طلبد. در این بازی چندین نفر دور هم می‌نشینند و یک نفر را به‌عنوان گرگ انتخاب می‌کنند، سپس در این سرگرمی از بهترین بازی‌های بومی ایران، گرگ به دور افراد قدم می‌زند و شعر «تخم‌مرغ گندیده، آفتاب به اون تابیده» را می‌خواند. در این حین باید یکی از افراد را به‌طور تصادفی انتخاب کند، سپس فرد انتخاب شده باید گرگ را بگیرد و اجازه ندهد که او در جایی خالی بنشیند.

#### بازی دم‌کشی
یکی دیگر از بازی‌های محلی که خاستگاه آن به شهر رودسر گیلان می‌رسد، دُم‌کِشی است. در این بازی بهتر است حداقل پنج نفر حضور داشته باشند تا هیجان بیشتری پیدا کند. هر یک از بازیکنان در دم‌کشی باید پارچه‌ای را به زیر کمر خود ببندند و سپس تلاش کنند تا پارچه یکدیگر را بکشند. از شرایط این بازی بومی ایرانی آن است که محوطه بازی به اندازه کافی بزرگ باشد و همچنین بازیکنان از پارچه بلندی استفاده کنند تا دستگیری آنان چالش برانگیزتر باشد.

#### بازی کبدی
کبدی که با نام زو هم شناخته می‌شود، از محبوب‌ترین بازی‌های بومی ایرانی است. این بازی در دو گروه مدافع و مهاجم و در یک محوطه دو بخشی انجام می‌شود. در کبدی، انعطاف‌پذیری و سرعت عمل بسیار اهمیت دارد و هر کدام از گروه مهاجم و مدافع باید سعی کنند افراد گروه مقابل را از زمین خارج کنند و نفرات کلیدی را از دسته رقیب خود بگیرند. همچنین تعداد افراد مناسب برای شرکت در این بازی حداقل ۷ نفر است.

#### بازی سنگ سنگ چلیپا
یکی دیگر از بازی‌های محلی، “سنگ سنگ چلیپا، نه در زمین نه در هواً است. در این بازی، افراد در یک صف قرار می‌گیرند و رئیس بازی، باید سنگی را به‌طور پنهانی در دست یکی از بازیکنان قرار دهد. فرد انتخاب شده باید قبل از متوجه شدن سایر افراد، به سمت جایگاهی بدود که از قبل تعیین شده است.
او باید تلاش کند تا در سریع‌ترین زمان به جایگاه برود، زیرا باقی افراد ممکن است او را هدف پرتاب‌های خود قرار دهند که در صورت برخورد، از بازی اخراج شود. اگر او بدون برخورد هیچ وسیله‌ای از سمت سایرین به محل برسد، باید برای تمام بازیکنان اسم‌های جالبی انتخاب کند که این خود بسیار مفرح است.

#### بازی خط و خونه
بازی خط و خونه از بازی‌های بومی ایرانی مربوط به استان اردَبیل است که با نام‌های لی لی، اِکِر دوکِر و جیزیق نیز شناخته می‌شود. در این از بازی‌های محلی، استقامت پا و هماهنگی حرکات بدن افزایش می‌یابد و تعداد افراد مورد نیاز برای آن، حداقل ۵ نفر است.
در خط و خونه، ابتدا باید هشت خانه به شکل مکعب مربع باز شده در سایز بزرگ کشیده شود و به ترتیب، هر یک از افراد، یک سنگ را در خانه شماره یک و الی آخر بیندازند و سعی داشته باشند که از خطوط نگذرند.

#### بازی ریسمان علی پیسیه
از هیجان‌انگیزترین بازی‌های محلی می‌توان به «ریسمان علی پیسیه» اشاره کرد. در این سرگرمی مفرح، هر چه تعداد بازیکنان بیشتر باشد، هیجان و شادی افزون‌تری به دنبال دارد. در ریسمان علی پیسیه، افراد شرکت‌کننده پشت سر هم قرار می‌گیرند و دست‌هایشان را به کمر نفر جلویی محکم می‌کنند. نفر اول باید خود را تکان دهد و شروع به حرکت کند و دیگر بازیکنان باید سعی داشته باشند که از سقوط خود و ول کردن کمر جلویی‌ها جلوگیری به عمل آورند.

#### بازی شمع، گل، پروانه
یکی دیگر از بازی‌های بومی و محلی، بازی «شمع، گل، پروانه» است. در این بازی پرهیجان، ابتدا باید یک طناب بلند تهیه شود و دو نفر، دو طرف طناب را بگیرند. یک نفر در وسط می‌ایستد و باید هنگامی که طناب بلند می‌شود، بتواند از روی آن بپرد. در حین بازی، شعر «شمع، گل، پروانه / اسم بازیکن، اسم بازیکن، افسانه» را می‌خوانند. فردی که در وسط قرار گرفته، اگر روی اسم هر بازیکن نتواند بپرد، باید جای خود را به او بدهد.

#### بازی تاپ تاپ خمیر
شاید کمتر کسی باشد که با تاپ تاپ خمیر آشنا نباشد. در این بازی، یک نفر به‌عنوان رهبر انتخاب خواهد شد. بازی این‌گونه شروع می‌شود که یکی از بازیکنان به حالت سجده درمی‌آید و چشم خود را می‌بندد، پس از آن به انتخاب رهبر، یکی از افراد دست خود را به پشت فرد می‌زند و سپس لیدر بازی می‌گوید: تاپ تاپ خمیر، شیشه پرپنیر، دست کی بالا؟ و سپس بازیکن برگزیده باید حدس بزند کدام یک از شرکت‌کنندگان به او دست زده است.
تاپ تاپ خمیر به‌عنوان یکی از سنتی‌ترین بازی‌های محلی به‌شمار می‌رود. این سرگرمی نیازی به فضای بازندارد و از طرفی، به افزایش دقت و توجه بازیکنان کمک می‌کند. تعداد افراد در این بازی باید بیشتر از حداقل پنج نفر باشد تا بتوان بازی را شروع کرد.

#### قایم باشک
کمتر کسی را می‌توان پیدا کرد که در دوران بچگی، بازی قایم باشک را انجام نداده و خاطره‌های مفرحی از آن به یاد نداشته باشد. قایم باشک بازی سرعت عمل، دقت و جایگیری مناسب است
در این بازی، حداقل باید ۳ نفر حضور داشته باشند و یک نفر به‌عنوان گرگ انتخاب شود. گرگ باید چشم بگذارد و از یک تا صد شروع به شمارش کند. در طول این زمان، سایر بازیکنان باید خود را در محلی قایم کنند، به‌گونه‌ای گرگ نتواند آن‌ها بیابد.
اولین نفری را که گرگ محل او را پیدا کند، نفر بعدی برای چشم‌گذاشتن خواهد بود. همچنین اگر بازیکنی بتواند دور از چشم گرگ خود را به محل چشم‌گذاشتن برساند، برنده معرفی می‌شود. در قایم باشک، به‌عنوان یکی از جذاب‌ترین بازی‌های محلی، سرعت عمل و ابتکار بسیار مهم است.

#### گردو، شکستم
یکی از ساده‌ترین و در عین حال چالش‌برانگیزترین بازی‌های بومی و محلی، بازی مفرح «گردو، شکستم» است؛ یک بازی دونفره که سبب افزایش تعادل در بازیکنان می‌شود. این بازی اغلب در میان بچه‌ها پرطرفدار است و در پایان، هیجان به جایی می‌رسد که ممکن است موجب کشمکشی دوستانه و جذاب شو.
در گردو، شکستم، به‌عنوان یکی از بازی‌های محلی، یک خط طولی انتخاب می‌شود و دو بازیکن در ابتدا و انتهای خط قرار می‌گیرند. هر بازیکن یک پا رو به نوبت جلو می‌آورد و همزمان می‌گوید: گردو، و بازیکن مقابل نیز با انجام عمل مشابه می‌گوید: شکستم این عمل قدم به قدم تا جایی پیش می‌رود که پای شرکت‌کنندگان بهم می‌رسد و مشخص خواهد شد کدام یک پای دیگری را لگد خواهند کرد و به‌عنوان برنده بازی شناخته می‌شود.